# أليكس جونز (لاعب كريكت)
أليكس جونز (بالإنجليزية: Alex Jones)‏ (10 نوفمبر 1988 في المملكة المتحدة - ) هو لاعب كريكت بريطاني. لعب مع نادي مقاطعة غلاموركن للكريكت ‏.

## وصلات خارجية
- أليكس جونز على موقع إي آس بي آن كريك إنفو (الإنجليزية)